# Purity
Purity serie de televisión británica, producida por la BBC, que será retransmitida por el mismo canal en el año 2017. 
Es una adaptación televisiva de la novela homónima publicada en 2015 del escritor Jonathan Franzen. 
La serie que consta de dos episodios, es dirigida por Todd Field y protagonizada por el actor Daniel Craig.

## Argumento
Una mujer joven se une a un grupo de activistas y comienza un viaje global en busca de su padre.

## Elenco
- Daniel Craig como Andreas Wolf.